# Riu Leja
Riu Leja, també conegut com Olidovka (rus: Лежа, Олидовка), és un riu dels districtes de Gryazovetsky, Vologodsky i Mezhdurechensky de l'óblast de Vólogda a Rússia. És un afluent dret del riu Súkhona. Té 178 km de llarg, i l'àrea de la seva conca 3.550 km². Els principals afluents són el Senga (esquerra), el Velikaia (dreta) i el Komela (esquerra).

La conca del riu Dvina Septentrional. El Leja es mostra al mapa.

La conca del riu Leja constitueix la part més meridional de la conca de la Dvinà Septentrional i comprèn la part oriental del districte de Gryazoverski, parts dels districtes de Mezhdurechenski i Vologodski i zones menors al nord de la província de Kostromài. Les zones a l'est, al sud i a l'oest de la conca del riu Leja desemboquen al Volga. La conca del Leja inclou el llac Nikolskoie, que desemboca en el Komela.
La font del Leja es troba al sud del districte de Gryazoverski, a la frontera amb la província de Kostroma. El riu flueix en direcció nord-oest, travessant el districte fins al seu límit nord. L'assentament de tipus urbà de Vokhtoga es troba a la riba dreta del Leja. El tram més baix de Leja forma la frontera entre els districtes de Vologodski i Mezhdurechenski. La desembocadura del Leja és a prop de la desembocadura del Vologda i del poble d'Ustye Vologodskoye.
El tram més baix del Leja, 23 km aigües avall del poble de Lobkovo, figura al Registre Estatal d'Aigües de Rússia com a navegable, però no hi ha navegació de passatgers.